# Galària
Galària (grec antic: Γαλαρία, Γαλερία o Γαλαρίνα, llatí: Galaria o Galarina) va ser una ciutat de Sicília fundada suposadament pel cap sícul Morges o Morgus, segons Esteve de Bizanci. Encara que aquesta ciutat era d'una gran antiguitat i es volia connectar la seva fundació amb els morgetes (de Morges) no apareix a la història fins a l'any 345 aC quan va ser l'única ciutat que va ajudar a Entella, assetjada pels cartaginesos d'Hannó, però l'exèrcit de la ciutat, uns mil homes, va caure derrotat completament pels cartaginesos, segons Diodor de Sicília.
L'any 311 aC els siracusans exiliats dirigits per Dinòcrates la van ocupar, però van ser aviat expulsats pels generals d'Agàtocles.
Ja no torna a aparèixer i no és esmentada entre les ciutats sicilianes ni per Ciceró, ni per Plini el Vell ni per Claudi Ptolemeu. Es sospita no obstant que podria haver estat la ciutat que Plini anomena Galatini, que era una ciutat estipendiària de l'interior de l'illa, però sembla acreditat que va existir una ciutat de l'interior de nom Galata diferent de Galària (avui Galata es creu que es Galati, a l'est de Militello, a uns 15 km de la costa nord, mentre que Galària hauria d'estar segons els geògrafs romans a uns 10 km al nord de l'antiga Agira, allà on avui l'actual ciutat de Gagliano). La manca de restes no permet en tot cas donar res per segur.
Una moneda amb la inscripció ΓΑΔΑ (Gada) i un Zeus Sòter al darrere, que sembla clar que es refereix a aquesta ciutat, podria indicar que encara que no va ser inicialment grega, es va hel·lenitzar completament més tard.